# Incubi e deliri (miniserie televisiva)
Incubi e deliri (Nightmares and Dreamscapes: From the Stories of Stephen King) è una miniserie televisiva statunitense, composta da otto episodi, tratti da altrettanti racconti di Stephen King, trasmessa da TNT per la prima volta dal 12 luglio al 2 agosto 2006.
Cinque degli episodi sono tratti da racconti contenuti nella raccolta Incubi & deliri (L'ultimo caso di Umney, E hanno una band dell'altro mondo, La fine del gran casino, Il quinto quarto e Crouch End), uno da un racconto contenuto in A volte ritornano (Campo di battaglia) e due da racconti contenuti in Tutto è fatidico (Autopsia 4 e Il Virus della Strada va a nord).

## Episodi
| Stagione       | Episodi | Prima TV originale | Prima TV Italia |
| -------------- | ------- | ------------------ | --------------- |
| Prima stagione | 8       | 2006               | 2007            |